# 瀬戸谷村
瀬戸谷村（せとのやむら）は静岡県の中部、志太郡に属していた村。
現在の藤枝市北西部にあたる。自治体名は「せとのやむら」であるが、現在は「せとやむら」と呼ばれ、旧村単位での地域活性化が試みられている。

## 地理
- 山：高根山、菩提山
- 峠：清笹峠
- 河川：滝沢川、滝ノ谷川、宇嶺沢川、大久保川
大久保川（大井川水系伊久美川支流）を除いて瀬戸川水系
- 滝：宇嶺の滝

## 歴史
- 1889年（明治22年）4月1日 - 町村制の施行により、滝沢村、瀬戸ノ谷村が合併して発足。
- 1955年（昭和30年）2月15日 - 藤枝市に編入。同日瀬戸谷村廃止。